# Макушенко Іван Семенович
Іва́н Семе́нович Макуше́нко (Макуха) (* 30 березня 1867, Лисянка Звенигородського повіту Київської губернії — тепер Черкаської області — † 7 червня 1955, Київ) — український художник та педагог.

## Життєпис
У 1892—1897 роках як вільний слухач навчався у Петербурзі в Академії Малярства у І. Рєпіна, здобув звання некласного художника. 1900 року за картину «Неділя в Малоросії» присвоєно звання художника. З 1904 працював в Україні, в 1905—1919 викладав у Київському художньому училищі, з 1934 — у Київському художньому інституті.
Його твори:
- «Свято в Україні» −1900,
- «Перед святом» — 1904,
- «Бабуся з дівчинкою»,
- «Селянка з хлопчиком» — 1936,
- «Лірник» — 1938,
- «Біля печі»,
- «Дочка»,
- «Старий»,
- «Пейзаж з річкою»,
- «Збирання овочів для Червоної Армії»,
- «Листи з війни»,
- «Майбутні парашутисти».

На своїх картинах зображував життя селян, побут і природу України, рідного краю.
Учасник більше чотирьохсот художніх виставок, 50 персональних виставок.
Його твори експонувалися в Австралії, Алжирі, Англії, Індії, Іраці, Італії, Канаді, Лівії, Колумбії, Швейцарії, США, Франції, Японії.
Виховав ряд художників, серед них — Михайло Козик, Володимир Масик.
Його твори зберігаються, зокрема, в Лисянському державному історичному музеї та Львівському музеї українського мистецтва.